# Cursa d'orientació
Les curses d'orientació són competicions camp a través, contra-rellotge i sense un itinerari preestablert, però amb l'obligació de passar pels controls assenyalats a un mapa. El mapa és desconegut pels participants fins al moment de la sortida. Hi ha bàsicament dues modalitats de cursa lineal i score, on l'ordre del pas pels controls és fix o lliure respectivament.
En aquest esport el participant no té un recorregut prefixat, però ha de passar sobre el terreny per uns punts de control marcats al mapa, en el menor temps possible, i en el qual, per a guiar-se entre control i control, disposa d'un mapa.
El plànol sol estar a escala 1:10.000 (a diferència dels usuals d'excursionisme 1:25.000/1:50.000) i duu llegendes especials. L'únic instrument vàlid d'ajuda és la brúixola.

## Esports d'orientació

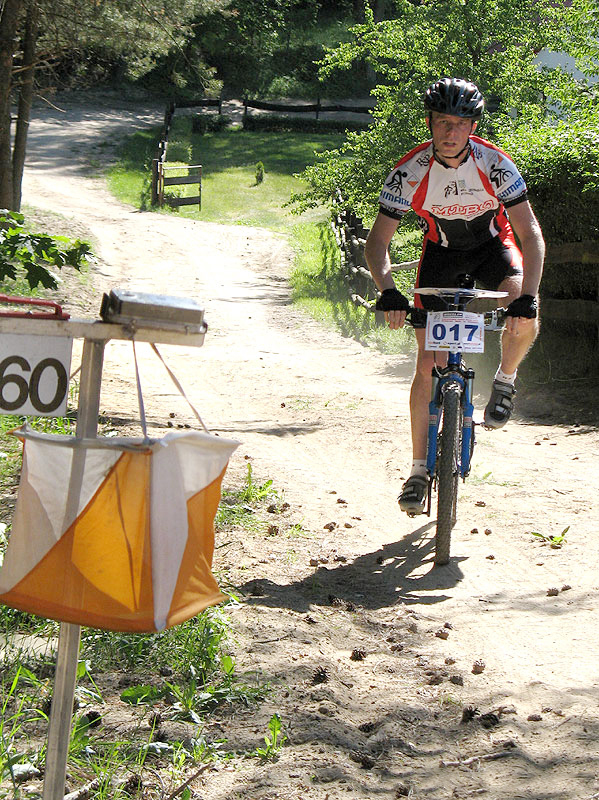
Orientació en bicicleta de muntanya

Els esports d'orientació combinen la navegació amb el mitjà de desplaçar-se. Com que el mètode de desplaçar-se determina les necessitats d'equipament i les tàctiques, cada modalitat esportiva té regulacions pròpies per a les competicions i per al disseny i logística dels itineraris. La Federació de Curses d'Orientació de Catalunya, segons els seus estatuts aprovats per la Secretaria General de l'Esport i el Consejo Superior de Deportes, engloba 6 disciplines diferents:
- Orientació a peu
- Orientació en bicicleta de muntanya (MTBO)
- Orientació amb esquís (Ski-O)
- Raids d'Aventura
- Trail-O
- Rogaine

## Història
L'esport d'orientació és originari d'Escandinàvia, concretament a Suècia, on es practicava com exercici militar, a la fi del segle xix. El terme real "orientering" (el terme original suec per a l'orientació) es va utilitzar per primera vegada el 1886 a l'Acadèmia Militar Sueca de Karlberg i significava la travessa de terres desconegudes amb l'ajuda d'un mapa i una brúixola. A Suècia, l'orientació va passar d'entrenament militar en navegació terrestre a un esport competitiu per a oficials militars, després per a civils. El nom es deriva d'una arrel de paraula que significa trobar la direcció o la ubicació. Com esport competitiu va començar en Noruega, on la primera competició va ser organitzada pel Tjalve Sports Club el 31 d'octubre de 1897 i es va celebrar prop d'Oslo. El recorregut va ser de 19,5 km, en els quals només hi havia tres controls. Peder Fossum va guanyar l'esdeveniment en un temps d'1 hora, 47 minuts i 7 segons. Des del principi, els llocs seleccionats per a l'orientació han estat escollits en part per la seva bellesa, natural o artificial. Per a la primera competició pública d'orientació a Suècia, el 1901, els punts de control incloïen dues esglésies històriques, Spånga kyrka i Bromma kyrka (una església rodona). La primera trobada a gran escala d'orientació va ser organitzat en 1918 per l'alcalde d'Estocolm Ernst Killander. Killander era un capdavanter Scout que va pensar en l'esport com una oportunitat per a interessar als joves en atletisme. El primer esdeveniment a gran escala va ser organitzat al sud d'Estocolm i van assistir prop de 220 atletes. Killander va continuar elaborant les regles i els principis de l'esport, i avui és considerat per tota Escandinàvia com el "Pare de l'Orientació".

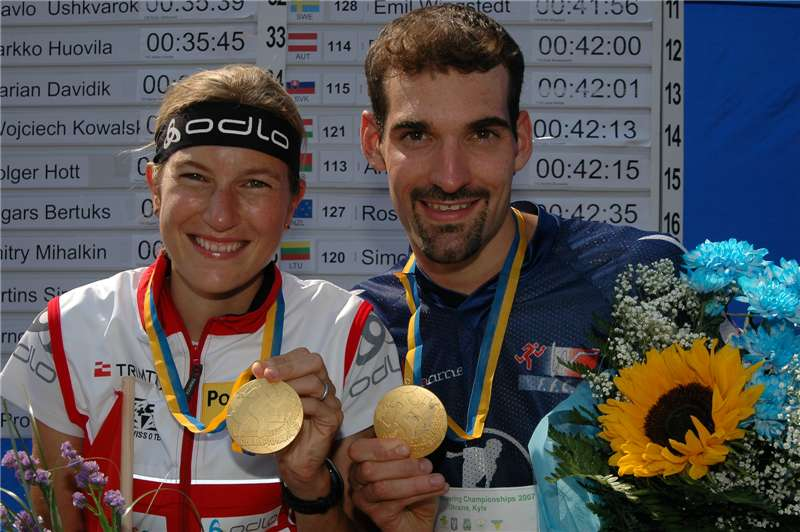
Campionat del Món d'Orientació 2007 a Kíiv, Ucraïna. Guanyadors de l'esdeveniment de mitja distància: Simone Niggli-Luder, Suïssa, i Thierry Gueorgiou, França

Amb la invenció de les brúixoles barates però fiables, l'esport va guanyar popularitat durant la dècada de 1930. El 1934, més d'un quart de milió de suecs eren participants, i l'orientació s'havia estès a Finlàndia, Suïssa, la Unió Soviètica i Hongria. Després de la Segona Guerra Mundial, l'orientació es va estendre per Europa i per Àsia, Amèrica del Nord i Oceania. A Suècia l'any 1959 es va celebrar una conferència internacional d'orientació. Representants de 12 països (Àustria, Bulgària, Txecoslovàquia, Dinamarca, Finlàndia, i Alemanya Occidental i de l'Est, Hongria, Noruega, Suècia, Suïssa i Iugoslàvia) van participar. El 1961, organitzacions d'orientació que representaven 10 nacions europees van fundar la Federació Internacional d'Orientació (IOF). Des de llavors, l'IOF ha donat suport a la fundació de moltes federacions nacionals d'orientació. El 2010, 71 federacions nacionals d'orientació eren societats membres de la Federació Internacional d'Orientació. Avui dia hi ha prop de 80 federacions internacionals pertanyents a la Federació internacional d'orientació (IOF). Els campionats del món se celebraren des del 1966 a 2003 cada dos anys i des de 2003 se celebren tots els anys.
Als anys 80 l'orientació arriba a Espanya de la ma del professor d'esgrima suec Martin Kronlund, qui, des de l'INEF de Madrid, va incloure aquest esport en la preparació física dels seus alumnes i va encarregar el que vas ser el primer mapa d'orientació d'Espanya, el de la Casa de Campo.
Durant tot aquest temps, l'orientació s'ha mantingut més popular a Escandinàvia. Allà, des de la dècada de 1940 s'hi celebren les dues trobades d'orientació recurrents més antigues (Relleu de Jukola i Tiomila), i la prova d'orientació més gran se celebra cada any des de 1965 i atrau uns 15.000 competidors (O-ringen).
Normalment, l'orientació es fa en terreny salvatge. En els seus orígens escandinaus, això significava típicament al bosc, però també és comú l'orientació a l'estiva oberta, terrals, pams i altres terrenys mixts. L'orientació a les ciutats és habitual des de fa molts anys. Street-O ha estat normalment un assumpte discret; esdeveniments de sumar punts, sovint a la nit, normalment com a entrenaments informals. El Street-O de Venècia destaca per atreure una gran participació internacional. Amb les curses de Park World Tour i altres curses d'esprint d'elit (per exemple, campionats del món) que sovint es celebren a zones urbanes, i el desenvolupament d'una especificació de mapes per a zones urbanes (ISSOM), a partir de mitjans de la dècada del 2000, Street-O s'ha canviat de denominació com a orientació urbana i s'ha pres més seriosament, amb mapes a tot color i perforació electrònica, i ara es pot considerar com una competició seriosa amb inclusió a les llistes de classificació nacional. Aquestes curses urbanes solen ser molt més llargues que la distància d'esprint.

La FCOC
| La Federació de Curses d'Orientació de Catalunya (FCOC), es va crear el 13 de juliol de 1988, promoguda per en Carles Lladó i Badia, que va conèixer l'orientació mentre buscava un esport on Catalunya tingués representació olímpica i una federació pròpia de reconeixement internacional. Tot i no aconseguir aquest objectiu, va servir per descobrir aquest esport, llavors innovador. El mateix any 1988 es van crear els primers clubs d'orientació: el COC, el Minerva (actualment de baixa), el NIE i el Montsant. El número de clubs actuals, a inicis de la temporada 2022 és de 27. |

## Material i equip

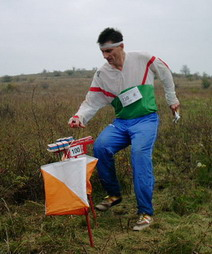
Un participant en un punt de control

La "competició" o la carrera, està pensada per a provar l'habilitat d'orientació, la concentració, i la capacitat dels competidors'. Són necessaris bona forma física i velocitat per a competir al nivell de l'alta competició. Per a assegurar l'equitat entre competidors el mapa no és proporcionat fins a l'inici, i les eixides són normalment escalonades en intervals de com a mínim un minut. L'objectiu és realitzar com més ràpidament millor el recorregut entre els controls. La ruta més ràpida no és sempre la ruta més curta.

### Mapa

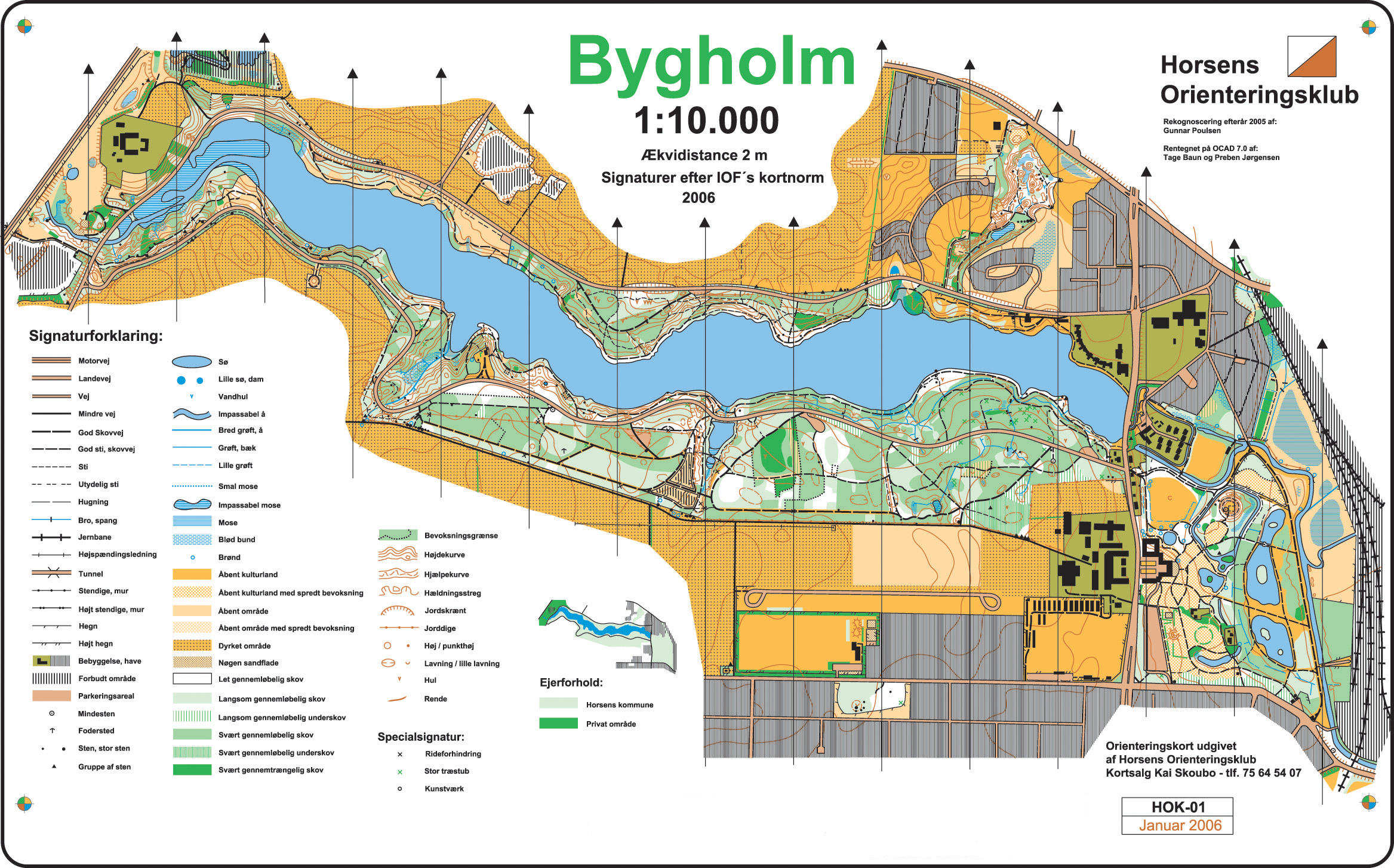
Un mapa d'orientació

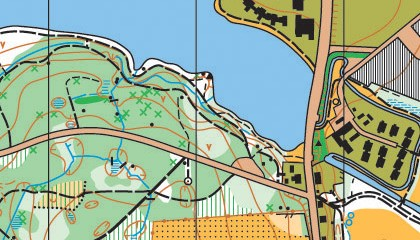
Detall d'un mapa d'orientació: l'itinerari està sobreimprés en morat

Les competicions d'orientació utilitzen mapes especials, els mapes d'orientació. Són mapes topogràfics encara que molt més detallats que els mapes d'ús general. Les escales són 1:15.000 o 1:10.000, amb quadrícules alineades al nord magnètic. Els símbols del mapa són estàndards per la IOF i s'han dissenyat per a ser entesos per qualsevol competidor fora del seu entorn i en qualsevol llengua.

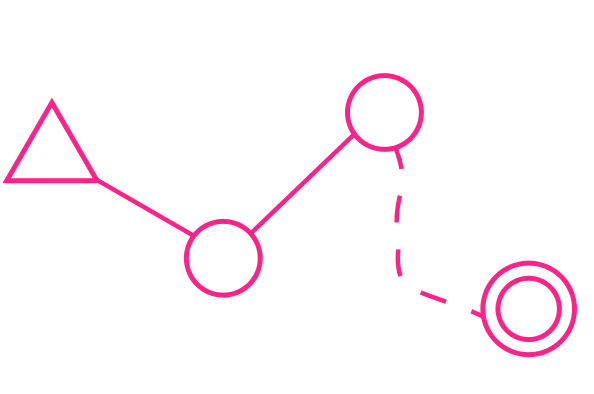
Un exemple de quants punts es mostren en un mapa d'orientació

### Itineraris
Les proves d'orientació ofereixen una àmplia gamma d'itineraris, de diversa dificultat física i tècnica, per a satisfer les necessitats de competidors. L'itinerari està marcat en morat o roig en un mapa. Un triangle s'utilitza per a indicar l'inici i un doble cercle indica la fi. Els cercles són utilitzats per a mostrar els punts de control.

### Full de control

Full de control (pictogràfic)

Els punts de control són col·locats en llocs característics del mapa que poden ser identificats clarament en el terreny. Els punts de control són marcats en el terreny per "banderes" blanques i ataronjades. Els competidors reben un full de descripció de control o full d'indici que dona una descripció precisa de la característica i la ubicació de la bandera, per exemple arbre, 5m, costat de nord. Per a participants experimentats s'usen símbols pictòrics d'acord amb les descripcions de Control de la IOF.

### Targeta de control i marcatge
Cada competidor ha de dur una targeta de control, per a presentar-la a l'inici i lliurar-la al final. La targeta de control ha de marcar-se en cada punt de control per a demostrar que el competidor ha completat l'itinerari correctament. La majoria de les competicions utilitzen ara punts de control electrònics, encara que targetes de marcatge manual encara se n'utilitzen prou.Sportident: El mecanisme electrònic 
que controla el pas de les fites.

### L'equip personal

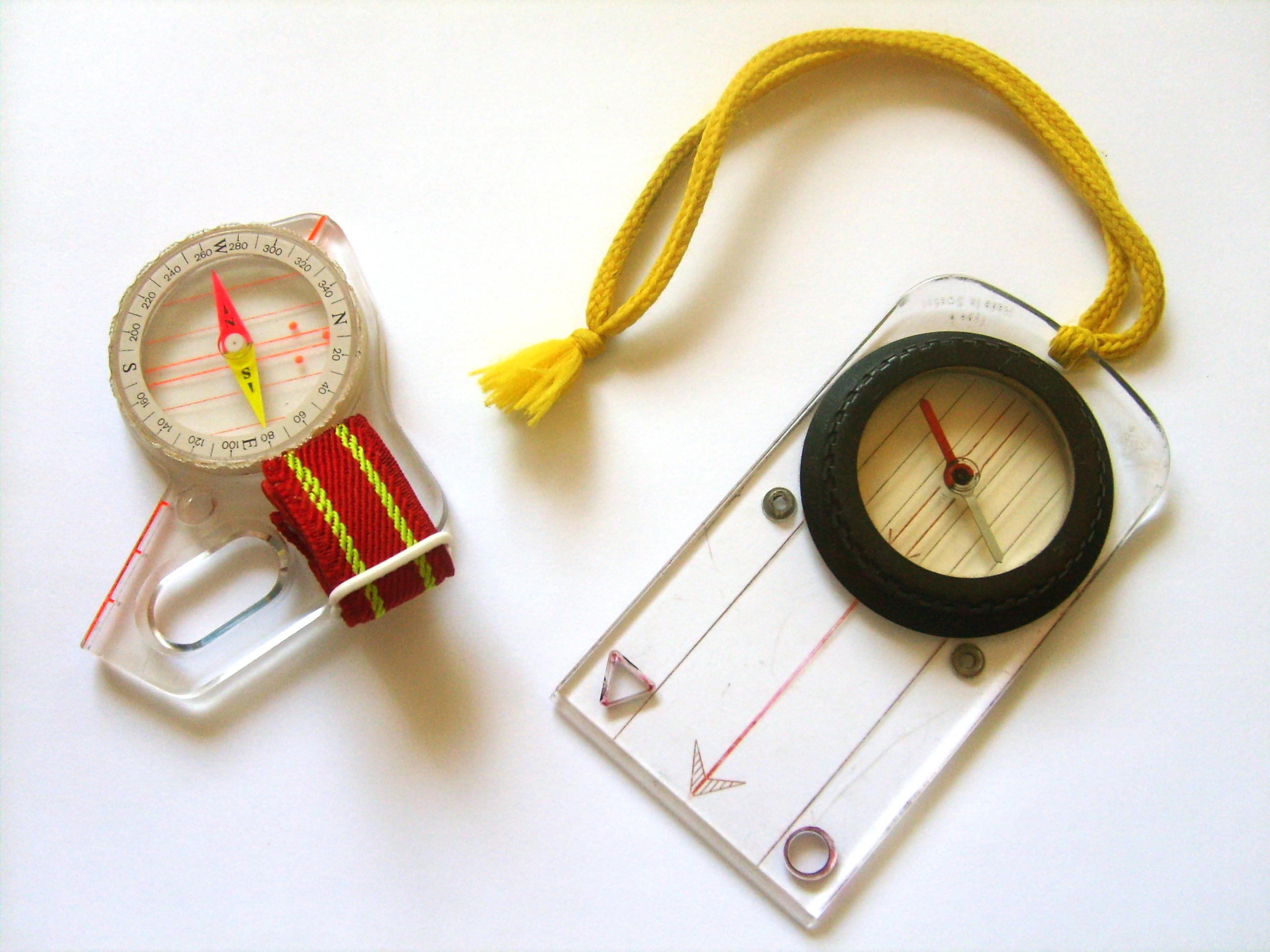

L'equip bàsic necessari per a la carrera amb mapa i brúixola sol ser una brúixola i roba apropiada. Alguns organitzadors, per exemple al Regne Unit, recomanen dur un xiulet per seguretat.
El participant generalment usa un equip especialitzat: 
- Una brúixola de polze, o brúixola de transportador amb una corda curta de canell.
- Una funda transparent per a mapes per protegir-lo.
- Una màniga plàstica transparent en l'avantbraç, per a tenir a mà les descripcions dels controls.
- Protectors oculars.
- Una taula per al mapa, fixa al manillar o lligada al tors per a l'orientació amb bicicleta de muntanya o orientació amb esquís.
- Les Regles de IOF prohibeixen l'ús d'ajudes artificials com GPS i altres dispositius electrònics de navegació.

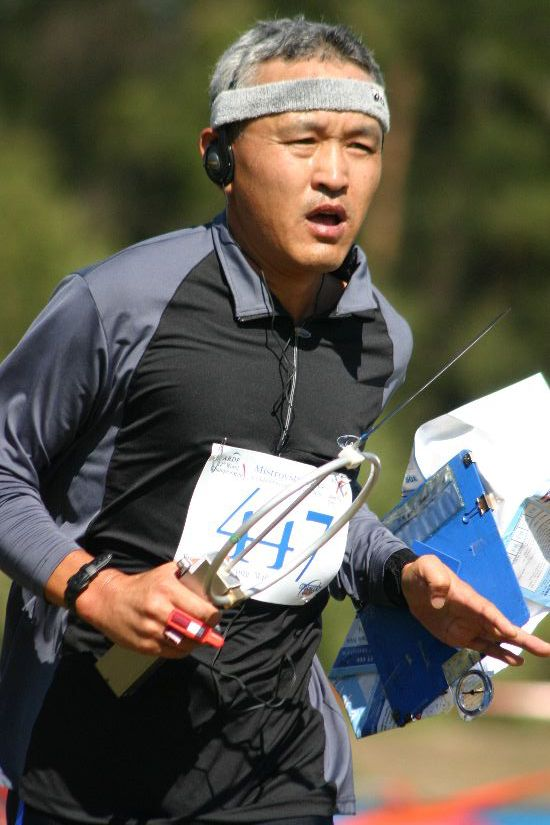
Participant portant un portamapes al seu braç esquerre
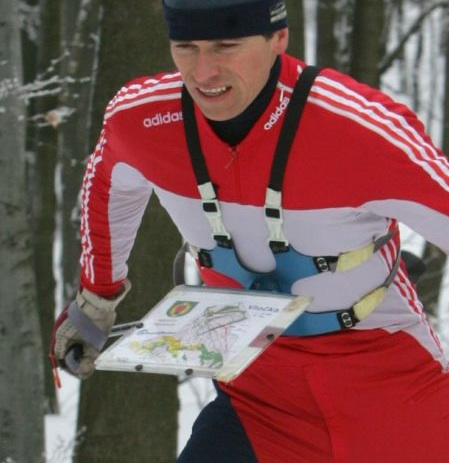
Participant amb esquís portant un portamapes en un arnés de pit
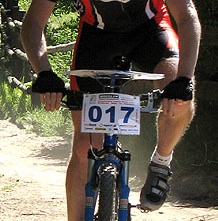
Participant en bicicleta de muntanya amb un portamapes al manillar

## Tipus de competició d'Orientació a Peu

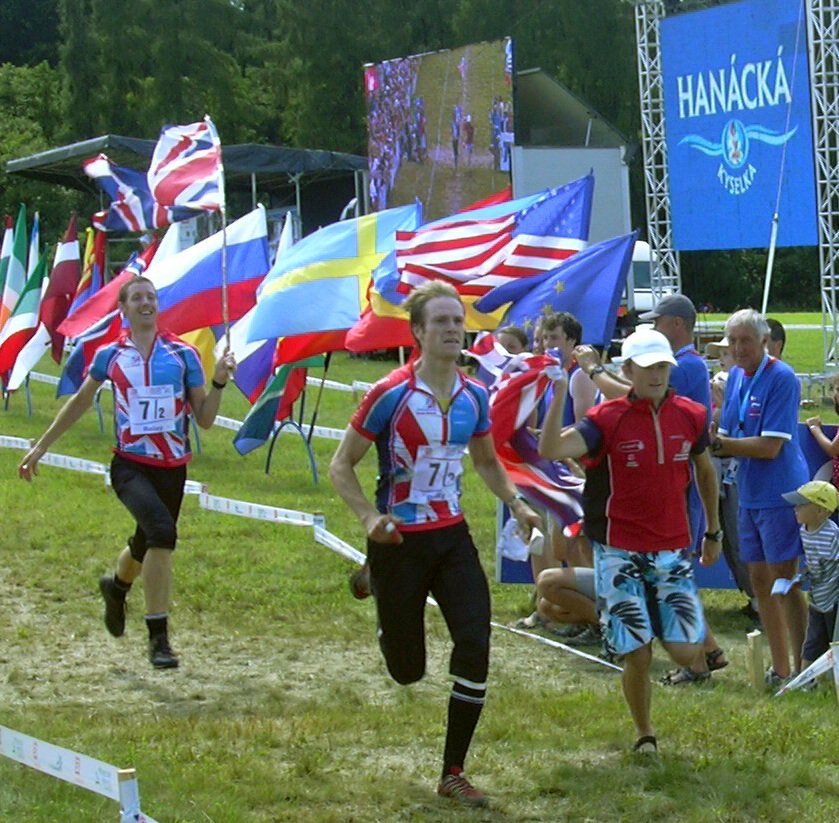
Relleus d'orientació a peu

### Relleus
Una carrera de relleus és correguda per un equip de competidors on cadascú recorre una distància, i el resultat és el temps total de l'equip. Els relleus realitzen generalment una eixida en massa en comptes d'una eixida escalonada. Per a evitar que els competidors se seguisquen, es realitzen eixides paral·leles. En aquesta modalitat hi ha equips de tres o quatre rellevistes on els primers rellevistes fan el seu recorregut, a continuació li donen el relleu al segon corredor, que fa el mateix. Finalment el guanyador es decideix com en les carreres d'atletisme el primer que creua la línia de meta. Actualment la Copa Catalana-O inclou proves de relleus Clàssics i Relleus Mixtes.

### Score

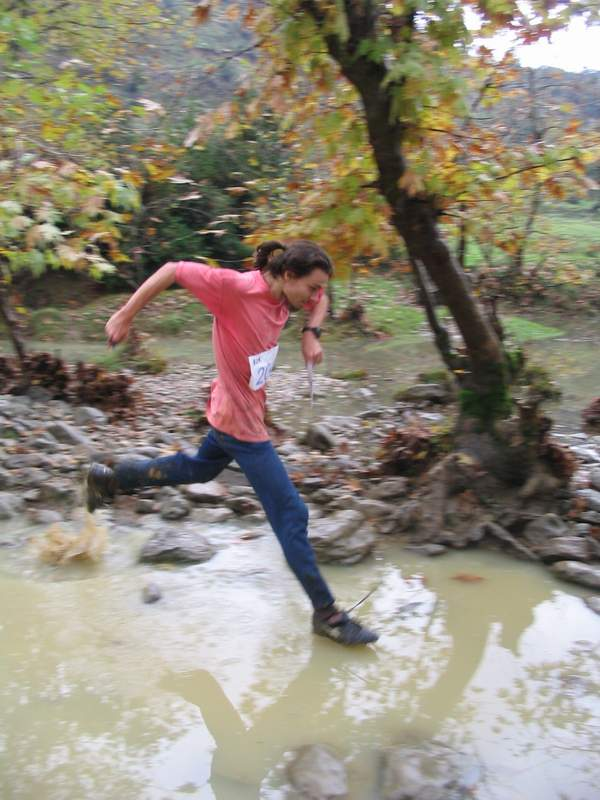
Participant en acció.

Els competidors han de passar per tants controls com puguin dins dels temps establerts. Hi ha generalment una eixida en massa (més que escalonada), amb un temps determinat. Els controls poden tenir diferents puntuacions depenent de la dificultat, i hi ha una penalització de punts per cada minut de retard. El competidor amb la puntuació més alta és el guanyador. A gran escala, hi ha una versió de resistència coneguda com un rogaine originada a Austràlia.

### Sprint
Són proves més curtes, amb temps de guanyador de 12-15 minuts. Sovint es realitzen en parcs de la ciutat i altres medis urbans. Les escales del mapa són generalment 1:5000 o 1:4000. Els punts de control poden ser bancs, escultures, i altres objectes comuns a parcs urbans i no hi ha temps a parar-se massa, cal reaccionar, pensar ràpid i triar bé la ruta.

### Mitja Distància
Són proves curtes i de ritme ràpid, amb temps de guanyador de 30-35 minuts. Són curses habitualment en zones rústiques i/o de bosc. Les escales del mapa són generalment 1:7500 o 1:10000. Els punts de control són elements naturals en la seva gran majoria.

### Llarga Distància
Són proves de més distància i ritme més lent, amb temps de guanyador de 55-70 minuts. Són curses habitualment en zones rústiques i/o de bosc. Les escales del mapa són generalment 1:7500 o 1:10000. Els punts de control són elements naturals en la seva gran majoria.

### Ultra Llarga Distància
Són les proves de més distància i ritme més lent, amb temps de guanyador de 80-100 minuts. Són curses habitualment en zones rústiques i/o de bosc. Les escales del mapa són generalment 1:10000 o 1:15000. Els punts de control són elements naturals en la seva gran majoria.

### Nocturna
Els competidors utilitzen una llanterna frontal per a navegar en la foscor. Solen utilitzar-se elements reflectors en els punts de control, que canvien les tàctiques de la navegació i la precisió en la cerca. Els competidors poden anar ràpidament a la rodalia del punt de control, llavors escombrar l'àrea amb la llum per a agafar un reflex del punt de control.

### String
Els competidors segueixen una corda al voltant d'un itinerari curt, apuntant coses que ells troben pel camí. Açò és utilitzat generalment per xiquets menuts i les persones noves en l'esport que volen saber en què consisteix

## Orientadors catalans
El millor orientador català de tots els temps és en Roger Casal Fernàndez. Ha guanyat en multitud d'ocasions el campionat de Catalunya i campionats d'Espanya. Destaca la 22a posició del campionat del món 2004. En dones, han destacat per sobre de tot Anna Amigó Bertran i Annabel Fernandez. Posteriorment han destacat els germans Ràfols, l'Ona i el Biel i els germans Marc i Anna Serrallonga Arqués. Aquesta temporada 2021, en Pau Llorens i en Marc Serrallonga han format part de la Selecció Estatal Absoluta i han participat a fiferents proves del WRE de l'IOF.
La temporada 2021 els campions catalans han estat la Xènia Ledesma (Xino Xano Orientació) i en Marc Serrallonga (Grions G-Xtrem)
A nivell de clubs, l'Aligots Girona Orientació és l'actual campió de la Copa Catalana-O (2021) havent sumat tres títols des del 2016.